# Dmitri Jewgenjewitsch Ochozimski

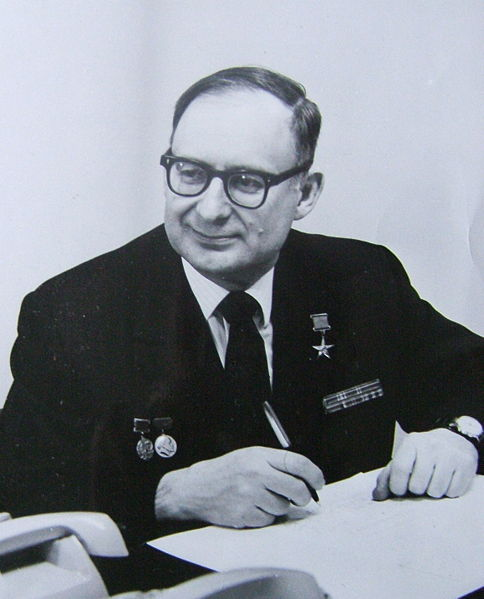
Dmitri Jewgenjewitsch Ochozimski

Dmitri Jewgenjewitsch Ochozimski (russisch Дмитрий Евгеньевич Охоцимский; * 26. Februar 1921 in Moskau; † 18. Dezember 2005 ebenda) war ein russischer Physiker, Mathematiker und Hochschullehrer.

## Leben
Ochozimskis Vater Jewgeni Pawlowitsch Ochozimski war Jurist und Buchhaltungsexperte. Ochozimskis polnischer Großvater Pawel Timofejewitsch Ochozimski war Pharmazeut und Besitzer einer Homöopathie-Apotheke in Moskau. Ochozimskis Mutter Wera Michailowna geborene Korotkewitsch-Gladkaja war die Tochter des früh verstorbenen Militärarztes Michail Karpowitsch Korotkewitsch-Gladki und wurde Deutsch Lehrerin. Die Familie lebte bis 1961 in zwei Räumen einer Gemeinschaftswohnung in einem alten Moskauer Haus.
Die Mittelschule fiel Ochozimski leicht, so dass er daneben Sport trieb und die Gnessin-Musikschule des Gnessin-Instituts besuchte. Allerdings musste er 1935 krankheitsbedingt seine Musikaktivitäten einstellen. Nach dem Schulabschluss 1939 mit Auszeichnung begann er das Studium an der mechanisch-physikalischen Fakultät der Universität Moskau (MGU). Als es zu Beginn des Deutsch-Sowjetischen Krieges zur Schließung der Fakultät kam, wurde Ochozimski mit den anderen Studenten im Juli 1941 zum Ausheben von Panzergräben eingezogen. Dann arbeitete er als Dreher in einer Rüstungsfabrik. Im Juni 1942 wurde er zur Roten Armee einberufen. Im Herbst 1942 wurde er wegen seiner starken Kurzsichtigkeit demobilisiert. Er absolvierte einen Traktoristenkurs an der MGU und arbeitete dann als Traktorist in der Maschinen-Traktoren-Station im Rajon Rusa. Im Oktober 1943 kehrte er an die MGU zurück. Zur Optimierung des Flugs einer Rakete löste er erstmals seit Leonhard Euler ein entartetes Variationsproblem mit einer neuen Methode, die dem späteren Pontrjagin-Prinzip ähnelte. Das Studium schloss Ochozimski mit einer Diplomarbeit bei Sergei Alexejewitsch Christianowitsch 1945 ab.
Nach dem Studium arbeitete Ochozimski als wissenschaftlicher Mitarbeiter im Moskauer Steklow-Institut für Mathematik (MIAN) der Akademie der Wissenschaften der UdSSR (AN-SSSR, seit 1991 Russische Akademie der Wissenschaften (RAN)) in der von Leonid Weniaminowitsch Keldysch geleiteten Abteilung. 1946 organisierte er in Keldyschs Auftrag für Raketenflug- und Raumfahrt-Untersuchungen eine kleine Arbeitsgruppe, zu der auch Timur Magometowitsch Enejew und Wsewolod Alexandrowitsch Jegorow gehörten. Ochozimski absolvierte die Aspirantur bei Keldysch und verteidigte 1949 seine Kandidat-Dissertation über den Raketenflug. 1953 wurde Keldyschs Abteilung mit Ochozimskis Arbeitsgruppe die Abteilung für Angewandte Mathematik des MIAN. 1958 wurde Ochozimski ohne Verteidigung einer Dissertation zum Doktor der physikalisch-mathematischen Wissenschaften promoviert. Unter Keldyschs Führung beteiligte sich Ochozimskis Gruppe am sowjetischen Raumfahrtprojekt. Sie erarbeitete die Ballistik-Teile der sowjetischen Raumfahrtprojekte. Zusammen mit Michail Lwowitsch Lidow bestimmte Ochozimski die Trajektorien für das Luna-Programm und insbesondere für die Mondsonde Lunik 3, die 1959 die Mondrückseite fotografierte. 1966 wurde Keldyschs MIAN-Abteilung das neue Moskauer Institut für Angewandte Mathematik (IPM) der AN-SSSR, in dem Ochozimskis Gruppe die Abteilung Nr. 5 wurde.
1959 wurde Ochozimski auf Initiative Nikolai Gurjewitsch Tschetajews auf den Lehrstuhl für Theoretische Mechanik der mechanisch-physikalischen Fakultät der MGU berufen. 1960 wurde er zum Korrespondierenden Mitglied der AN-SSSR gewählt. 1962 übernahm er die Lehrstuhlleitung. Er richtete den Spezialkurs Raumfahrtdynamik ein, der für Studenten der Theoretischen Mechanik verpflichtend war. An den Lehrstuhl holte er die IPM-Mitarbeiter Wladimir Wassiljewitsch Belezki, Wsewolod Alexandrowitsch Jegorow, Michail Lwowitsch Lidow, Timur Magometowitsch Enejew und andere. 1970 organisierte er zusammen mit Sergei Wassiljewitsch Fomin in der mechanisch-physikalischen Fakultät der MGU ein Allunionsseminar über Systemtheorie mit Elementen der Künstlichen Intelligenz. Diskutiert wurden die neusten Mechanismen der Robotik, Künstliche Intelligenz, Spieltheorie, Maschinelles Sehen. Später übernahmen Juri Filippowitsch Golubew und Alexander Konstantinowitsch Platonow die Seminarleitung.
1970 begann unter Ochozimskis Führung eine Kooperation seines Lehrstuhls für Theoretische Mechanik, des IPM, des Instituts für Mechanik der MGU und des Instituts für Probleme der Informatik der AN-SSSR zur Entwicklung von anpassungsfähigen Robotersystemen. Es wurden Steuerungen für sechsbeinige und zweibeinige Apparate entwickelt. Sechsbeinige rechnergesteuerte sehfähige Labormuster mit Elektroantrieb wurden gebaut, und mathematische Modelle für solche Robotersysteme mit Algorithmen für die Stabilisierung bei Sprüngen und der Überwindung von Hindernissen wurden entwickelt. 1991 wurde Ochozimski zum Vollmitglied der RAN gewählt. 2000 wurde er auswärtiges Mitglied der Serbischen Akademie der Wissenschaften und Künste. Ochozimski war Autor bzw. Mitautor vielfältiger Veröffentlichungen.
Ochozimski wurde auf dem Friedhof Trojekurowo begraben.
Ochozimskis Namen trägt der 1977 von Nikolai Stepanowitsch Tschernych entdeckte Asteroid (8062) Okhotsymskij.

## Ehrungen, Preise
- Tschaplygin-Preis der AN-SSSR (1951)[11]
- Leninorden (1956)
- Leninpreis (1957) für den Beitrag zum Sputnik-1-Flug[2]
- Held der sozialistischen Arbeit und Leninorden (1961) für den Beitrag zum Wostok-1-Flug[2][3]
- Orden des Roten Banners der Arbeit (1970, 1981)
- Staatspreis der UdSSR (1970)[2][4]
- Orden der Oktoberrevolution (1975)
- Keldysch-Goldmedaille der RAN (2001)
- Tschebyschow-Preis (2001)
- Goldmedaille der Ausstellung der Errungenschaften der Volkswirtschaft (2005)[4]